# Ані Хоанг
Ані Хоанг (болг. Ани Хоанг (повне в'єтнамське ім'я: в'єт. Ani Chông Phúc Hoàng Ані Чонг Фук Хоанг, західне написання: болг. Ани Фук Чонг Хоанг); нар.. 1 серпня 1991, Софія, Болгарія) — болгарська співачка в жанрі поп-фолк і актриса в'єтнамського походження.

## Біографія
Ані Хоанг народилася 1 серпня 1991 року в Софії. Її батько родом з В'єтнаму. У неї є старший брат і сестра. Коли їй було 4 роки, Ані брала участь у телепередачі «Кою е-по-най» (укр. Хто найкращий). У п'ятирічному віці вона навчалася в музичній школі імені Любомира Піпкова в Софії, вивчала теорію музики і навчалася грати на фортепіано. Вона здобула середню освіту в школі № 130 імені Стефана Караджі.

### 2009—2013: Початок кар'єри і дебютний альбом
Наприкінці 2009 року Ані підписала контракт з Ніколаєм Пірвановим. Тому вона почала працювати на майданчику звукозаписної компанії Real Enterprises. На початку 2010 року і випустила свою першу пісню — Кою сі ти (укр. Хто ти). А після скандалу Ані розірвала контракт з цією компанією.
На початку 2011 року вона підписала контракт з ще однією компанією звукозапису Пайнер. У тому ж місяці випустила перший відеокліп на пісню Не вярвам (укр. Я вірю). Незважаючи на високий бюджет кліпу пісня не стала популярною. У грудні того ж року Ані випустила відеокліп на пісню Неподготвен (укр. Непідготований). В різдвяну ніч Ані презентувала свою балладную пісню Тазі нощ (укр. Сьогодні) і незабаром після цього випустила відеокліп на пісню Луда обич (укр. Шалене кохання).
У 2012 році Ані перемогла в номінації" Дебют року на щорічній премії телеканалу Планета. У 2013 році Ані випустила свій дебютний альбом Ліки за мъж. Цей альбом складається з 12-ти пісень, серед них є ремікс версія пісні Луда обич і симфонічна версія пісні Не вярвам.

### 2013— даний час: Новий альбом
Наприкінці лютого 2013 року Ані випустила нову пісню під назвою Виетнамчето з участю співака Ільяна. На початку 2014 року Ані Хоанг випустила новий хіт пісня Официално бивша (Офіційно колишня). Влітку того ж року Ані Хоанг випустила відеокліп на пісню Поміж нас (Між нами) разом з Галіном і співачкою Кристіаною, у відеокліпі знімалася знаменита актриса Латина Петрова.
У грудні того ж року Болю та мо обичаш (Боляче кохати мене) за участі Азіса.
У 2017 році Ані випустила нову версію пісні «Луда обич» в стилі хіп-хоп за участю репера Dgs Onemiconemc.
У тому ж році вийшла пісня «К'під мо гледаш», яка мала скандальну популярність, деякі вважають що ця пісня як образа стосовно фотомоделей Моніки Валерієвої та Ніколетти Лозанової. Зараз Ані Хоанг записує другий альбом, а назва і дата релізу невідома.

## Особисте життя
З 2012 року Ані Хоанг заручена з відомим співаком та кліпмейкером Людмилом Іларіоновим, який співає під псевдонімом Люсі. Він старше її на 17 років. Пара навіть планує весілля, але дата не розголошується. Для неї єдиний кліпмейкер.

## Дискографія
1. 2013 — Лекарство за мъж / Ліки для чоловіка

## Відеографія
| Рік  | Кліп                                                                              | Режисер                 | Примітка                                                                                                  |
| ---- | --------------------------------------------------------------------------------- | ----------------------- | --- |
| 2011 | Не вярвам                                                                         | Людмил Іларіонов — Люсі | Дебютне відео. Кліп був знятий повністю в азійському стилі.                                               |
| 2011 | Ліки за мъж                                                                       | Людмил Іларіонов — Люсі | |
| 2011 | Неподготвен                                                                       | Людмил Іларіонов — Люсі | |
| 2012 | Луда обич                                                                         | Людмил Іларіонов — Люсі | |
| 2013 | Загасете светлините [Архівовано 22 жовтня 2015 у Wayback Machine.]                | Людмил Іларіонов — Люсі | Відеокліп виконаний в стилі хіп-хоп                                                                       |
| 2013 | Виетнамчето [Архівовано 5 березня 2013 у Wayback Machine.]                        | Людмил Іларіонов — Люсі | Відеокліп ілюструє клубне життя. Головна фішка кліпу її срібна куртка.                                    |
| 2013 | Скрий му очите [Архівовано 31 січня 2017 у Wayback Machine.]                      | Людмил Іларіонов — Люсі | |
| 2013 | Точно за мярка [Архівовано 30 вересня 2014 у Wayback Machine.]                    | Людмил Іларіонов — Люсі | |
| 2013 | Ако питаш пиян чи съм (ремікс) [Архівовано 12 квітня 2019 у Wayback Machine.]     | Людмил Іларіонов — Люсі | Перше дуетне відео, але в середині кліпі читає реп.                                                       |
| 2013 | Малко шум за Ані Хоанг                                                            | Людмил Іларіонов — Люсі | Друге дуетне відео. Відеокліп знімали у Марокко.                                                          |
| 2014 | Так го правимо [Архівовано 23 серпня 2017 у Wayback Machine.]                     | Людмил Іларіонов — Люсі | Її костюми і сцени виконані в стилі аніме.                                                                |
| 2014 | Официално бивша [Архівовано 28 березня 2016 у Wayback Machine.]                   | Людмил Іларіонов — Люсі | Третє дуетне відео. На початку і середині відеокліпу Люсі спочатку співає англійською, а потім читає реп. |
| 2014 | Між нас [Архівовано 31 березня 2016 у Wayback Machine.] (з Галіном та Кристіаною) | Людмил Іларіонов — Люсі | Третій дуетний кліп. У кліпі брала участь Латина Петрова.                                                 |
| 2014 | Болю та мо обичаш                                                                 | Людмил Іларіонов — Люсі | У відеокліпі відсутній Азіс.                                                                              |
| 2015 | Завдяки ти [Архівовано 9 квітня 2019 у Wayback Machine.]                          | Людмил Іларіонов — Люсі | |
| 2015 | Імам новина [Архівовано 16 січня 2019 у Wayback Machine.]                         | Людмил Іларіонов — Люсі | Хореографію виконувала шоу-балет Fame.                                                                    |
| 2015 | Като нощ і ден [Архівовано 12 квітня 2019 у Wayback Machine.]                     | Людмил Іларіонов — Люсі | |
| 2015 | Няма та ті бавя [Архівовано 21 червня 2019 у Wayback Machine.]                    | Людмил Іларіонов — Люсі | |
| 2016 | Стій далеч від мен [Архівовано 30 листопада 2021 у Wayback Machine.]              | Людмил Іларіонов — Люсі | |
| 2016 | На сантиметри [Архівовано 19 липня 2020 у Wayback Machine.]                       | Людмил Іларіонов — Люсі | Відеокліп знімали у США.                                                                                  |
| 2016 | Пак съм твоя                                                                      | Людмил Іларіонов — Люсі | Відеокліп знімали на повітряній кулі                                                                      |

## Фільмографія
- 2013 — Сім'я — Ким